# Parmenas
In Handelingen 6:5 wordt Parmenas (Grieks: Παρμενᾶς) gerekend tot de zeven diakens van de vroege gemeente in Jeruzalem. Hij wordt ook gerekend tot de zeventig discipelen.
Volgens de traditie was Parmenas een hellenist en was hij bisschop van Soli (sommigen denken dat hiermee Soloi (Cyprus) wordt bedoeld, anderen denken Soloi (Cilicia)). Dorotheus van Tyrus stelt dat Parmenas slechts een paar jaar na zijn verkiezing stierf. Andere oude bronnen melden dat hij in 98 stierf als martelaar in Macedonië onder de vervolging door Trajanus. Zijn herdenkingsdag is 23 januari in de Rooms Katholieke Kerk.